# Kripost posli smerti xivi. Pivaoc somborski putujuchi pripiva
Kripost posli smerti xivi. Pivaoc somborski putujuchi pripiva, ep na hrvatskom jeziku fra Bone Mihaljevića, (1742. – 1788.), franjevca i kroničara somborskog franjevačkog samostana. Spjev spada u red dragocjenih svjedočanstava o ranoj somborskoj kulturi i književnosti.
Napisao ga je pred kraj boravka u Somboru. Sudeći po svojim posljednjim stihovima, spjev je nastao u razdoblju između srpnja 1786. godine, kada je carskom naredbom somborski franjevački samostan raspušten, i siječnja naredne godine, kada su i posljednji franjevci, među kojima je, prema popisu, bio i Mihaljević, bili iseljeni. Uzori Mihaljeviću za ovaj spjev su Razgovor ugodni naroda slovinskoga fra Andrije Kačića Miošića ali i mogući je uzor i povijesno-romantični ep Osman Ivana Gundulića. Mihaljevićev spjev je ispjevan ikavicom i izvornim onovremenim narodnim govorom bačkih Bunjevaca i Šokaca, a odnosi se, kao i Mihaljevićeva kronika, na prošlost Sombora od kraja 17. stoljeća, pa do vremena iseljenja franjevaca 1786./87. Spjev je tiskan u godini Mihaljevićeve smrti. Ipak, i spev je, kao i rukopis Mihaljevićeve kronike, desetljećima bio nedostupan i nepoznat široj javnosti. Spomenut je kao izvornik u zapisima rukopisne kronike župnika Matije Slatkovića (Iz knjige franjevca Bone Mihaljevića „Putnik somborski“ saznajemo…, piše Slatković). Kada je u četiri broja subotičkog zabavno-poučnog mjesečnika za Bunjevce i Šokce „Neven“ 1903. g. u cijelosti objavljen Mihaljevićev spjev, njegov pisac, ipak, nije bio označen imenom, nego je samo (pogrešno) zabilježeno da je djelo tiskano u Budimu 1788. godine i da ga je pisao jedan franjevac. Objavljeno je kao knjižica, a tiskano je u Osijeku (Eszekini) 1788. godine (u Osijeku je u to vrijeme vrlo aktivno radila tiskara Ivana Martina Divalda, koja je objavljivala knjige na latinskom i „ilirskom“ jeziku, pa možemo pretpostaviti da je u njoj tiskan i Mihaljevićev spjev). 2012. godine Mihaljevićev spjev objavljen je u Somboru u knjizi “Somborska hronika fra Bone Mihaljevića 1717-1787”, prireditelja Milana Stepanovića.
R. Stokanov u analizirajući Kripost kaže da je ispisana nevještim pjesničkim rukopisom, a da se, između tužbalice s početka spjeva, nad nekadašnjim brojnim nevoljama grada i njegovih stanovnika (ratovi, glad, kuga, mlogo blago koje je potrošeno za elibertaciju) i završne tužbalice zbog napuštanja Sombora i primicanja svršetka života, raspoznaju dva narativna plana – adoracija vojničkih poglavica somborskog šanca i katalog njihovih junaštava u ratovima, te pohvala somborskim franjevcima i opis njihovih zasluga za Sombor. Premda pjesnički i estetski nevještom, često nategnute i pogrešne rime i izrazito nedosljednog ritma i melodije, s povremenim grubim iskakanjima iz deseteračkog stiha, Mihaljevićevom spjevu, baš kao ni njegovoj kronici, ne može se osporiti izvornost. Njegovi izvori su, osim pisanih, bili, bez sumnje, i usmeni, a pokazali su se, u usporedbi s postojećom arhivskom građom, u znatnoj mjeri pouzdani. 
Neki od Mihaljevićevih stihova izrazito su živopisni i slikovito dočaravaju atmosferu važnih događaja somborske prošlosti.